# Antimelatoma
Antimelatoma é um gênero de gastrópodes pertencente a família Pseudomelatomidae.

## Espécies
- Antimelatoma buchanani (Hutton, 1873)
- †Antimelatoma waimea Beu, 2011

Espécies trazidas para a sinonímia
- Antimelatoma agasma Cotton, 1947: sinônimo de Splendrillia woodsi (Beddome, 1883)
- Antimelatoma ahipara Powell A. W. B, 1942: sinônimo de Antimelatoma buchanani (Hutton, 1873)
- Antimelatoma benthicola Powell A. W. B, 1942: sinônimo de Antimelatoma buchanani (Hutton, 1873)
- Antimelatoma canyonensis Dell, 1956: sinônimo de Leucosyrinx canyonensis (Dell, 1956)